# 桑贾伊·拉纳 (大使)
桑贾伊·拉纳（英語：Sanjay Rana，1969年11月20日—），印度外交官，现任印度驻保加利亚大使，曾任印度駐阿塞拜疆大使等職務。

## 经历
桑贾伊·拉纳生於1969年11月20日。1996年進入印度外事服務。
拉纳曾在印度驻大马士革、利雅得、哥本哈根和马累的使團任職。2015年10月至2018年12月，任印度駐阿塞拜疆大使。2019至2020年间，担任联合国政治事务司司长，负责处理与联合国大会、联合国安理会及不结盟运动和英联邦等其他国际组织相关的事务。後担任发展合作管理司司长，负责监督印度援助资助的邻国和更广泛地区的开发和基础设施项目。
2021年3月抵达索非亚，出任印度驻保加利亚共和国大使。

## 個人生活
拉纳会讲印地语、英语和阿拉伯语。他对瑜伽有浓厚兴趣。他與妻子是芭芭拉·亚沃尔斯卡（Barbara Jaworska）育有两个儿子。